# Eduardo Suárez Aránzolo
Eduardo Suárez Aránzolo (Texcoco, Estado de México; 3 de enero de 1895- Ciudad de México, 19 de septiembre de 1976) fue un político, financiero y diplomático mexicano. Fue secretario de Hacienda y Crédito Popular desde 1935 hasta 1946 en los gobiernos de Lázaro Cárdenas y Manuel Ávila Camacho. Fue uno de los titulares de Hacienda con mayor influencia en la transformación económica de México.
Durante su gestión como secretario de Hacienda, fue impulsor del modelo de política económica conocido como "desarrollismo mexicano", estrategia que contribuyó a un alto crecimiento económico. Suárez además reformó al sistema financiero, logró renegociar la deuda externa, y regularizó las relaciones económicas con Estados Unidos. 

## Primeros años de su vida profesional

### Estudios
Suárez se formó inicialmente en la Escuela Nacional Preparatoria, con maestros como Carlos Pereyra, Antonio Caso, Porfirio Parra, Luis G. Urbina y Ezequiel Chávez. Posteriormente, fue el primer profesor de la cátedra de Derecho del Trabajo de la Escuela Nacional de Jurisprudencia. Sus estudios como abogado los realizó en la Escuela Nacional de Jurisprudencia, junto con Miguel Palacios Macedo y Alfonso Caso, titulándose en 1917.

### Inicios en el medio público
Al terminar sus estudios, tuvo la oportunidad de ser encargado de despacho de la Secretaría General de Gobierno del Estado de Hidalgo. De ahí trabajó en la Dirección Jurídica de la Secretaría de Relaciones Exteriores, donde formó parte de la Comisión de Reclamaciones México-Estados Unidos.
En 1931 se le designaría presidente de la Comisión Redactora de la primera Ley Federal del Trabajo. Se involucró más a fondo en temas económicos y financieros. Fue parte de la delegación mexicana en la X Conferencia Económica de Londres en 1930, ahí conoció a John Maynard Keynes, quien sería una influencia intelectual importante para él. Como consultor de la Secretaría de Relaciones Exteriores representó a México en la Sociedad de Naciones y se le nombró jefe esa la delegación en 1932. Ese año, Manuel Gómez Morin lo invitó a participar en la Comisión Redactora de la Ley de Títulos y Operaciones de Crédito. Al regresar a la Ciudad de México, trabajaría en la Dirección Jurídica de la Secretaría de Relaciones Exteriores.

## Secretario de Hacienda de Lázaro Cárdenas, las bases del desarrollismo:1934-1940
Lázaro Cárdenas invitó a Suárez a ser su Secretario de Hacienda, y apoyarlo en los programas de grandes transformaciones de ese sexenio. Había problemas fundamentales como financiar el proceso de reforma agraria y desarrollo rural, así como crear programas de obras públicas, como el de irrigación. Para el programa de Cárdenas era necesario tener instrumentos que facilitaran una política de desarrollo, por lo que se impulsó el crecimiento de instituciones de banca de desarrollo, como Nacional Financiera y el Banco Nacional de Comercio Exterior. También se elaboró una nueva Ley de Orgánica del Banco de México, para constituirlo como un banco central moderno.
En los años 1934 y 1935 México logró una plena recuperación después de la caída en la Gran Depresión, ese último año el producto creció 7.4%. Ese crecimiento fue acompañado por un alza en el precio de la plata, principal producto de exportación. En 1937 sobrevino una nueva recesión en Estados Unidos y cayó el precio de la plata. Ante el problema, Suárez ejecutó políticas contracíclicas a través de la política monetaria, fiscal y la flotación del tipo de cambio. Con lo anterior, se logró un moderado crecimiento de 3.3% en 1937 y 1.6% en 1938.
Por otro lado, en ese período contribuyó a la creación del ingenio azucarero de Zacatepec y de la Comisión Federal de Electricidad, así como a la rehabilitación de los ferrocarriles que se habían nacionalizado años atrás. También ejerció una labor diplomática importante en las negociaciones por la expropiación petrolera de 1938.
Existe un debate sobre su estrategia económica, ya que era de concepción keynesiana por lo que involucraba una fuerte expansión del gasto. En ese tema, el historiador económico Enrique Cárdenas, muestra que los déficits fiscales de Suárez fueron muy moderados y no excedieron del orden del 1% del PIB.

## Secretario de Hacienda de Manuel Ávila Camacho, desarrollismo e industrialización: 1941-1946
El Presidente Ávila Camacho mantuvo a Eduardo Suárez como Secretario de Hacienda. El contexto de la Segunda Guerra Mundial resultó una oportunidad para el desarrollo mexicano, gracias al auge de exportaciones con precios y términos de intercambio favorables. Esto permitió consolidar la política económica desarrollista, que busca el crecimiento económico con un papel proactivo, interventor del Estado, pero a la vez impulsando a la empresa y la banca privada nacionales. Un elemento clave fue la inversión en obras públicas, caminos, irrigación, energía eléctrica y petrolera, así como, el inicio de la industrialización a través de la sustitución de importaciones. Ello implicaría un cierto grado de proteccionismo. Otro elemento de importancia fue el uso de la banca de desarrollo. Durante el periodo (1941-1946) se alcanzó un ritmo de crecimiento anual del orden del 6%, que no se había alcanzado en la historia económica de México. Aunque si hubo una inflación promedio del 15%.

### Sistema Financiero y Seguridad Social
En 1941, Suárez lideró una reorganización del sistema financiero. Ese año se reformó la Ley del Banco de México, con el fin de darle mayor flexibilidad para financiar al gobierno. Suárez también impulso una reforma a la Ley de Instituciones de Crédito para salir del esquema tradicional de banca comercial de depósito de corto plazo y crear una semejanza de la banca francesa o alemana. Suárez también fue instrumental para la creación del Instituto Mexicano Seguro Social; para su diseño consultó a especialistas de Suiza.

### Relaciones económicas con el exterior y solución de la deuda
Un logró significativo de Eduardo Suárez fue la regularización de las relaciones económicas con el exterior, principalmente con Estados Unidos, y la resolución de la deuda externa de México; esté último problema duró más de 20 años sin solución, lo cual representaba una carga para el desarrollo del país. En parte, se debió a su experiencia en la diplomacia y en las negociaciones con el exterior. La posible entrada de Estados Unidos al conflicto bélico mundial fue una puerta de oportunidad para el gobierno de México, ya que aquel país vio en México un aliado estratégico en lo económico y en la geopolítica, lo cual fue esencial para regularizar los asuntos pendientes entre los dos países.
En 1940 Suárez, inició pláticas ministeriales con los Estados Unidos, se logró llegar a un acuerdo sobre el monto de indemnización para las compañías petroleras expropiadas. El 19 de noviembre de 1941, el comité Cooke-Zevada llegó a un acuerdo favorable con las principales firmas . A su vez, formó una comisión con la cual se negoció una regularización de las relaciones comerciales con Estados Unidos en 1941. Con ello, al entrar aquel país en la guerra, México fue un proveedor importante de materias primas y materiales.
En 1942, Suárez realizó una exitosa resolución de la deuda externa. Este problema lo había trabajado desde años anteriores con recompra de bonos mexicanos por parte del gobierno y una constante negociación con el Comité de Banqueros, el grupo que reunía a los acreedores. El acuerdo de noviembre de ese año significo una quita de capital y la cancelación de intereses vencidos, con lo cual México pagó sólo 10% del total del adeudo. Fue un acuerdo único en la historia de México y del mundo. Con lo anterior, fue posible reanudar el flujo de financiamiento externo. Suárez también impulsó una reforma constitucional al Artículo 73, Fracción VII, todavía vigente que obliga a que la deuda externa solo se pueda dedicar a proyectos de inversión que sean autofinanciables, precepto que no se ha cumplido.

### Bretton Woods
En junio de 1944, al acercarse el fin de la Segunda Guerra, se convocó la Confederación Monetaria Internacional de Bretton Woods. Como secretario de Hacienda, Suárez fue invitado a proponer la candidatura del presidente de la Conferencia. Su discurso de nominación lo sustentó en el reconocimiento a una política que desafío al pensamiento que entonces se consideraba ortodoxo y en la importancia del crecimiento económico. Si bien, las dos comisiones principales fueron presididas por John Maynard Keynes y Harry Dexter White, Suárez presidió la tercera Comisión de la Conferencia. Durante su discurso hablo sobre temas generales, e hizo importantes aportaciones. La delegación mexicana logró que el Banco Mundial sirviera de manera equilibrada para financiar el desarrollo.

### Banquero y Diplomático
Al regresar a la vida privada ejerció como abogado y profesor universitario. Fue miembro de los Consejos de organizaciones públicas como Nafinsa, Banco de México, y Teléfonos de México. así como de empresas privadas. También fue Presidente del Banco Comercial Mexicano. De 1965 a 1970, fue designado Embajador en Reino Unido. Es importante señalar que sus memorias publicadas son una fuente importante de información sobre su vida y pensamiento, así como sobre la historia de México.